# Blue Streak

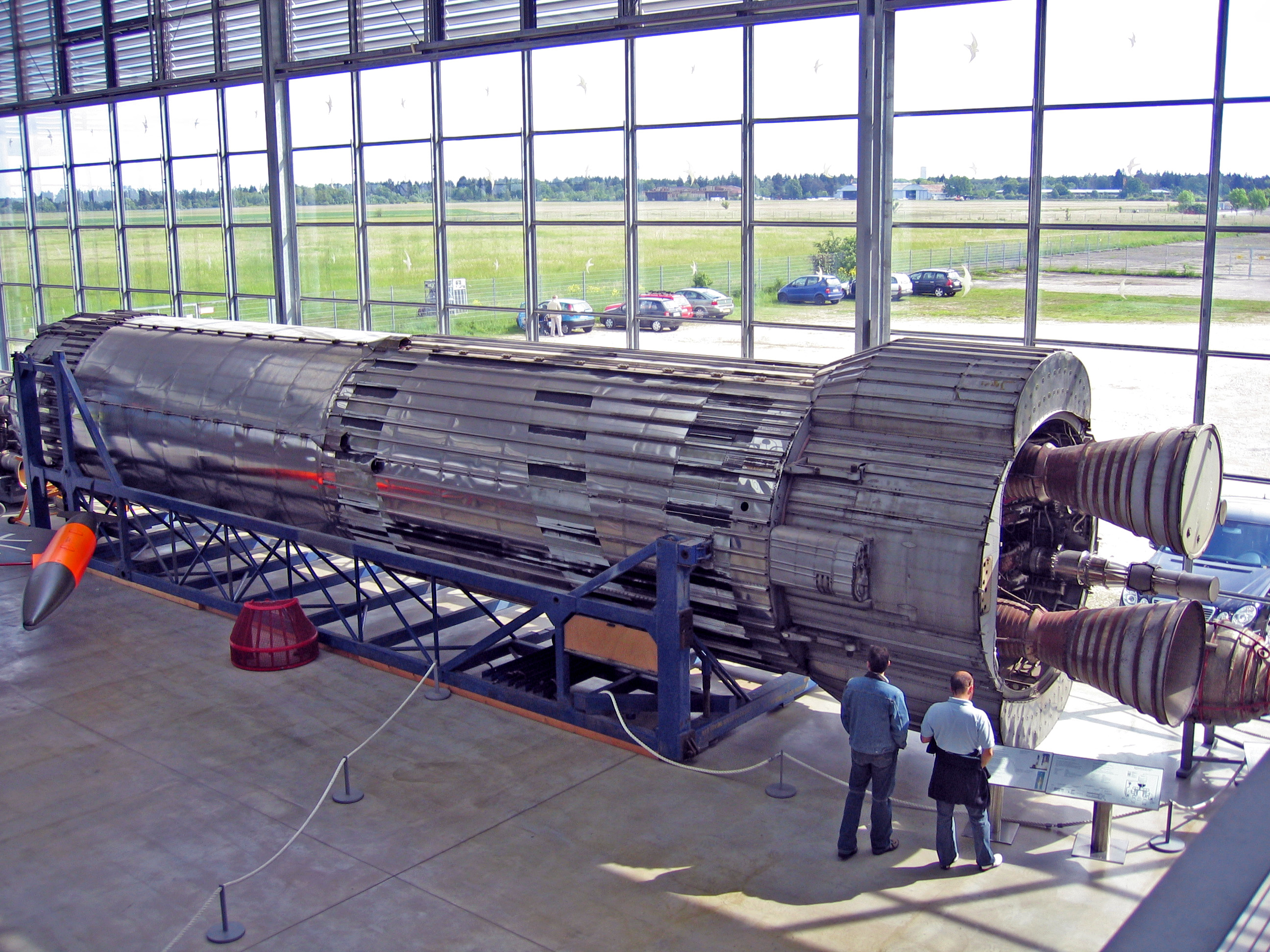

Il Blue Streak era un missile balistico a raggio intermedio britannico progettato nel 1955, con una massa e prestazioni simili a quelle di armi statunitensi quali i Thor.
Ma negli anni '60 il governo britannico decise di abbandonare il programma dei missili balistici basati a terra. Il Blue Streak venne trasformato in un vettore spaziale, ruolo in cui operò fino all'avvento degli Ariane, e nello stabilire un'impeccabile carriera confermò la bontà del progetto originale, anche se non particolarmente avanzato.